# Ave (fiume)
L'Ave è un fiume del Portogallo che nasce nella Serra da Cabreira, comune di Vieira do Minho, a circa 1200 metri di altitudine s.l.m. Percorre quindi circa 91 chilometri e sfocia nell'Oceano Atlantico a sud di Vila do Conde. 
Il suo bacino si estende per circa 1390 km2 ed esso bagna quindici comuni, tra i quali Vieira do Minho, Póvoa de Lanhoso, Guimarães, Vila Nova de Famalicão, Santo Tirso, Trofa, Vila do Conde e Corbins.
I suoi affluenti più importanti sono il Rio Este (45 km; alla riva destra) e il Rio Vizela (45 km; alla riva sinistra).